# Dionýsovo divadlo

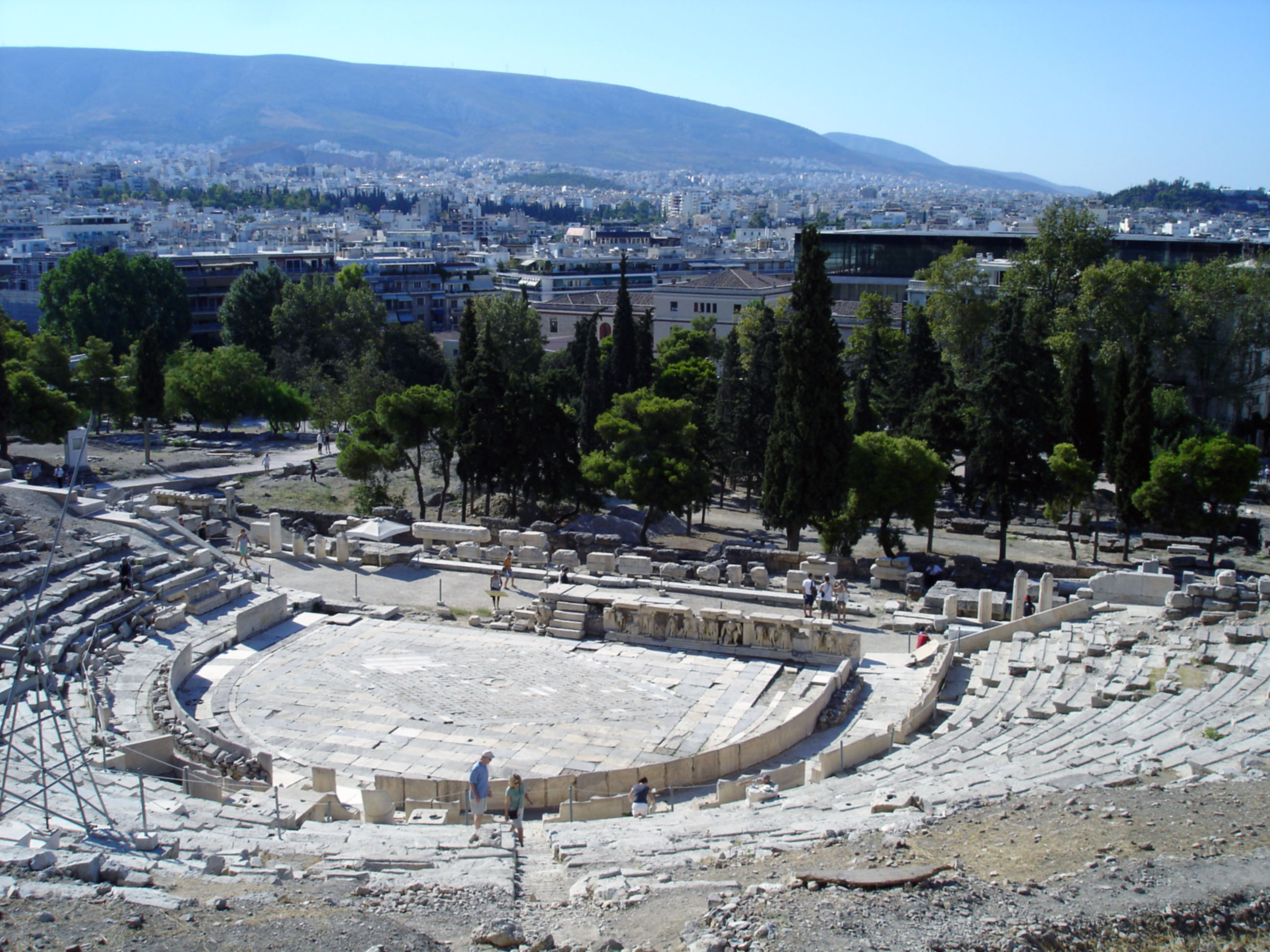
Dnešní podoba Dionýsova divadla v Athénách

Dionýsovo divadlo je hlavní divadlo v Athénách, postavené na úpatí athénské Akropole. Bylo zasvěceno Dionýsovi Eleutheriovi (eleutherios = osvoboditel), bohu her a vína. Divadlo, které bylo vytesáno do jižního svahu akropole, mohlo pojmout více než 17 000 lidí, mělo vynikající akustiku a odehrávala se v něm největší divadelní oslava Dionýsie. Pravděpodobně jde o první kamenné divadlo na světě a zároveň se zde zrodila první dramatická forma – řecká tragédie. Vykopávky odkryly podobu divadla po římských úpravách a dnes jsou přístupné veřejnosti. Divadlo se někdy mylně zaměňuje za nedaleký Odeon, postavený za Héróda Attica. 
Místo, kde bylo divadlo vystavěno, bylo pro účely slavností užíváno zhruba od 6. století př. n. l. Kamenné divadlo vzniklo ve 4. století př. n. l. V roce 2009 řecká vláda oznámila, že bude Dionýsovo divadlo částečně restaurováno.

## Historie a stavební vývoj

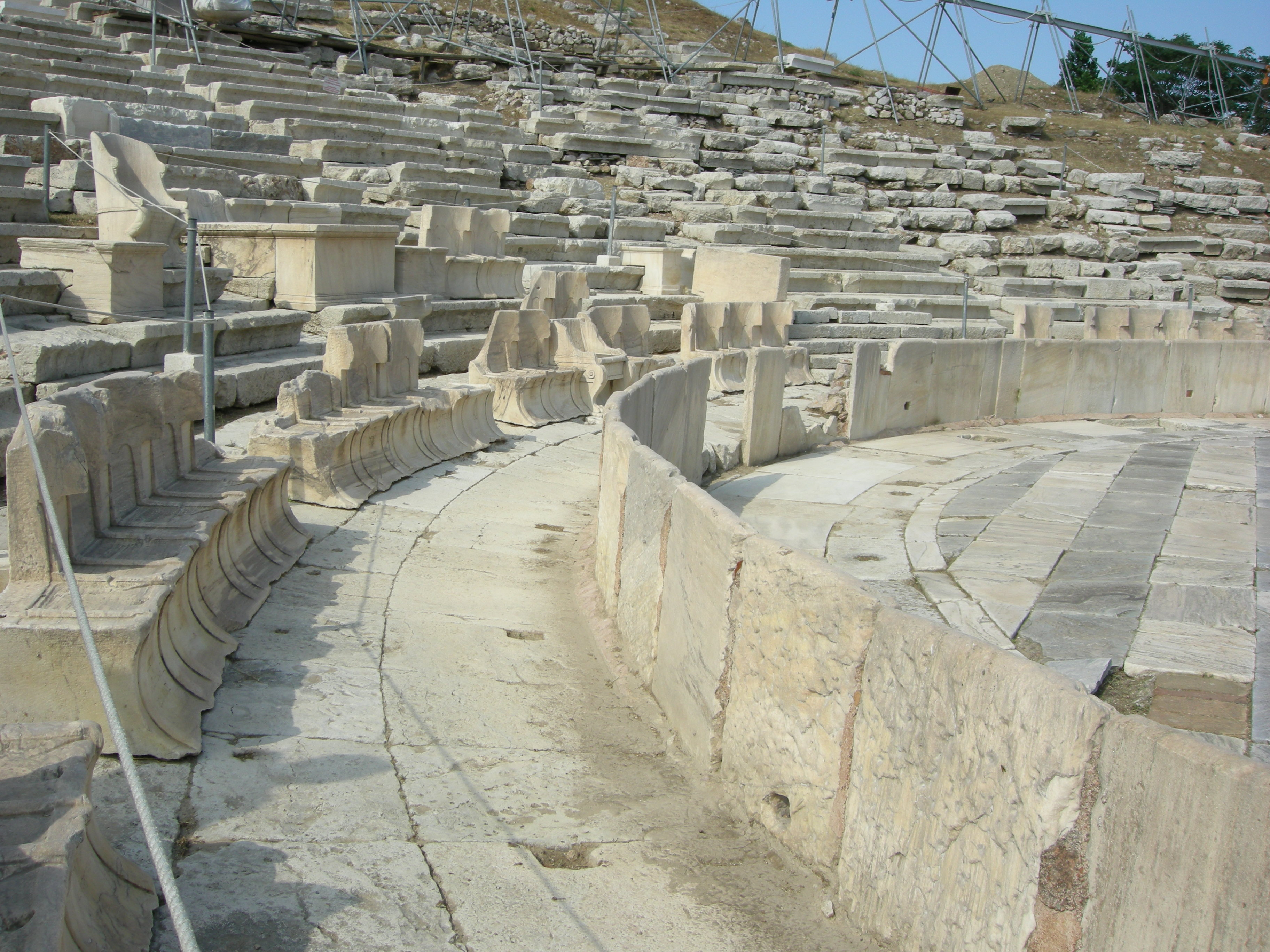
Mramorové trůny v Dionýsově divadle

O umístění Dionýsova divadla na jižním svahu Akropole se vědělo již v 18. století. Řecká archeologická společnost odkrývala pozůstatky divadla od roku 1838, v roce 1862 se přikročilo k jejich úplnému odkrytí pod vedením německého architekta Heinricha Stracka. Nejstarší nálezy pocházejí z 6. století př. n. l. z období Peisistratovy vlády, ale divadlo zde bylo postaveno až o století později. Nejstarší památky na konstrukci divadla jsou kamenné bloky, které byly druhotně použity ve 4. století př. n. l.
V 6. století př. n. l. se představení spojená s oslavami boha Dionýsa pravděpodobně odehrávala na athénské agoře, kde byli diváci usazeni na dřevěných nekrytých tribunách (ikria) okolo kruhového prostoru (orchestra). Po propadnutí dřevěné tribuny na agoře byly slavnosti přeneseny na svah Akropole do míst Dionýsova divadla. V bezprostřední blízkosti divadla byly dva chrámy zasvěcené Dionýsovi.
Nejstarší podoba divadla byla jistě velmi prostá s plochým prostorem orchestry zaujímající pravděpodobně kruh o poloměru 27 metrů a s několika řadami dřevěných nebo kamenných lavic zasazených do svahu. V zadní části orchestry byla vystavěna dřevěná budova (skena) sloužící pro kulisy a zřejmě i ke zlepšení akustiky. V divadle této podoby se odehrávaly nejslavnější tragédie starořeckého období.

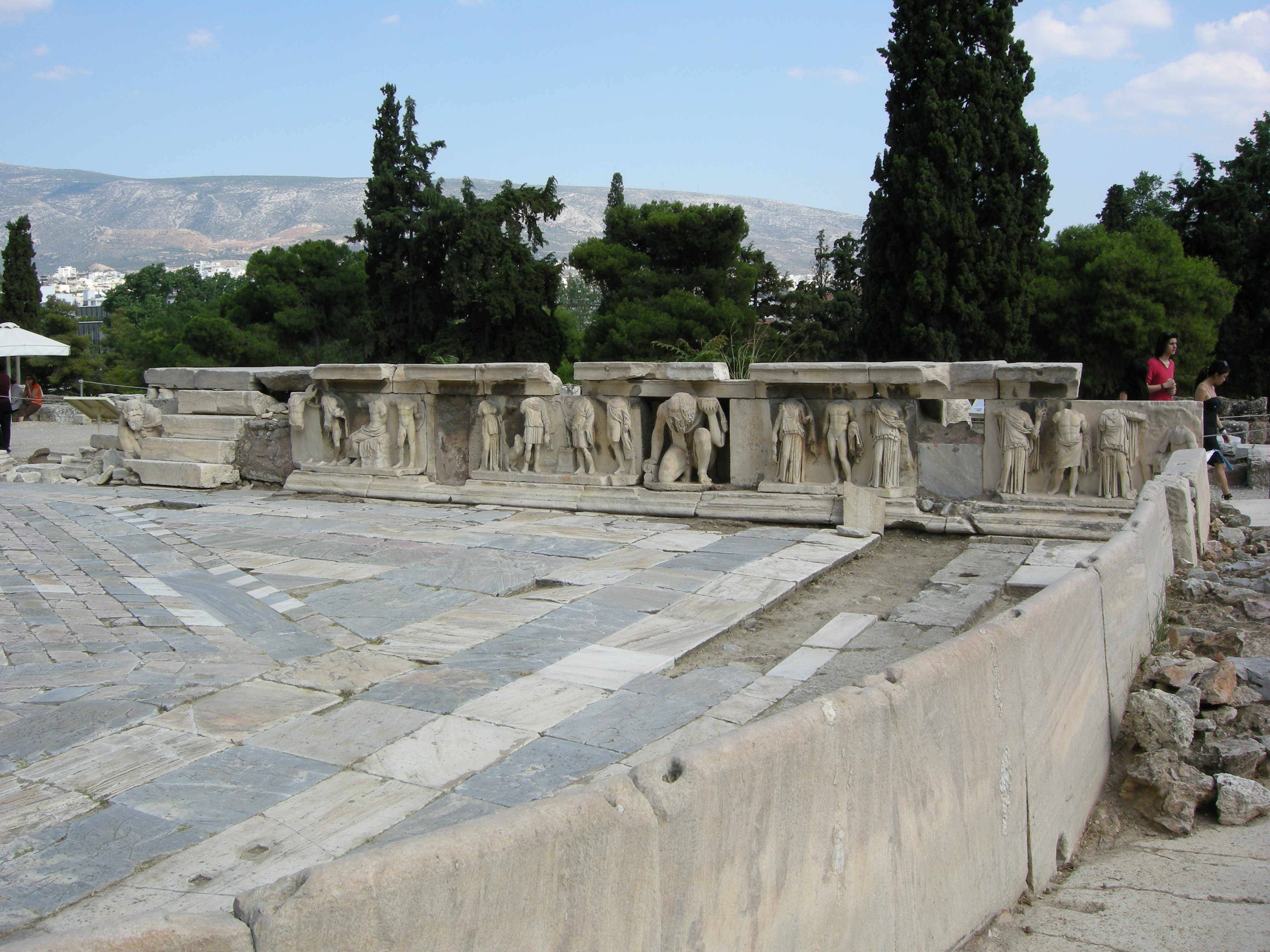
Snížené figurální postavy na reliéfech z římského období

Ke konci 5. století př. n. l. byly některé dřevěné konstrukce vyměněny za kamenné. Základ současné monumentální podoby byl vytvořen v době vlády athénského státníka Lykúrga (cca 390–325/4 př. n. l.). Divadlo pak mělo stálé jeviště před orchestrou a třístupňové hlediště (theatron) ve svahu. Orchestra zůstala dusaná a uprostřed stál zřejmě oltář. Budova skeny byla doplněna bočními přístavbami (paraskenia), které pravděpodobně sloužily i jako sklady kulis. Podle některých názorů je kamenná skena Dionýsova divadla nejstarší skenou ve starověkém Řecku. Skrývala v sobě sál (46,5 x 6,4 m) pravděpodobně se sloupořadím.
V helénistickém období bylo pořízeno několik přístaveb a úprav včetně 67 mramorových trůnů s vytesanými jmény hodnostářů, kteří je užívali. Dnešní podoba trůnu, které mají podobu křesel klismos, je pravděpodobně římskou kopií původních trůnů. Uprostřed této řady je velký trůn sloužící pro Dionýsova kněze.
Dionýsovo divadlo prodělalo modernizaci v římské době, ale integritu a celkovou podobu si zachovalo z doby řecké. V 1. století n. l. bylo postaveno zcela nové jeviště věnované bohu Dionýsovi a císaři Neronovi, a to u příležitosti císařovy návštěvy, během níž chtěl v divadle vystoupit v roli zpěváka. Orchestra byla vydlážděna mramorovými deskami a kolem jejích hran byla osazena nová čestná sedadla. Reliéfy, které ozdobily přední část jeviště za císaře Hadriana, byly druhotně použity při další přestavbě za archonta Faidra ve 3. století n. l., který nechal divadlo upravit i pro hry vodní, kdy do orchestry mohla být napuštěna voda. Pozůstatky této podoby jsou v divadle k vidění dodnes.
Divadlo bylo zasvěceno Dionýsovi, bohu vína a patronu divadla. Odehrával se zde také festival městských nebo také velkých dionýsií (na rozdíl od malých venkovských), jehož součástí bylo i soutěžení v dramatickém umění – nejdříve v tragédii (její vynález je přičítán právě Athéňanům a této první scéně, v níž je zmiňován vznik tragédie z dithyrambů), později i v komedii. Mezi soutěžícími byli i dramatici klasické éry, jejichž díla se zachovala do dnes: Aischylos, Sofoklés, Eurípidés, Aristofanés a Menanderos. Zpočátku byly do soutěže zařazeny tři tragédie a jedna satyrská hra na lehčí téma. Často se objevovaly tematicky podobná dramata, někdy zřejmě přímo trilogie jako dnes jediná dochovaná Aischylova Oresteia (Agamemnon, Choéfory, Eumenidy, z roku 458 př. n. l.), která vypráví příběh Átreova rodu.
V době, kdy byla uvedena Oresteia, pravděpodobně již existovala budova skeny a zároveň i kruhová platforma pro zvláštní efekty (ekkyklema) a zdvihací stroj (mechane). Vývoj divadla spěl od jednoho herce (protagonista) a chóru k postupnému zařazení druhého a v době Oresteii již i třetího herce, přičemž úloha chóru ustupovala. Herci koncem 4. století používaly výrazné masky, které byly považovány za důležitý prvek pro zdůraznění charakteru vzhledem k početnému diváctvu.
Dionýsovo divadlo také někdy hostilo zasedání athénské ekklésie poté, co byl Pnyx shledán nevhodným. V římské době se v divadle odehrávaly i gladiátorské zápasy a další římské zábavné hry a závody, v době byzantské celý komplex zcela zanikl.

## Kapacita
Hlediště Dionýsova divadla bylo 31 m vysoké a mělo 78 řad. Kapacita je počítána podle rozdělení na místa k sezení (rýhami) z doby římské na 17 000 diváků, podle jiných badatelů byla ale původně ještě vyšší – až 30 000 diváků. Zachovala se zmínka o tom, že diváci, kteří se nevešli do divadla, lezli na blízký topol na skále za hledištěm. Pro srovnání kapacita divadla v Epidauru byla asi 14 000 diváků, v Megalopoli 16 000, divadlo v Efezu z období helénismu pojmulo až 25 000 diváků.